# Sandra-Maria Jensen
Sandra-Maria Jensen (* 5. April 1994) ist eine dänische Badmintonspielerin. 

## Karriere
Sandra-Maria Jensen wurde bei der Badminton-Juniorenweltmeisterschaft 2010 Dritte ebenso wie bei der Junioreneuropameisterschaft des Folgejahres im Damendoppel zusammen mit Line Kjærsfeldt. Gewinnen konnte sie 2011 die Croatian International. Bei der Denmark Super Series 2011 schied sie dagegen schon in Runde eins aus.
2012 gewann Sandra-Maria das Dameneinzel bei den Denmark International und 2014 bei den Portugal International.